# Crkva sv. Barbare u Kninu
Crkva sv. Barbare je katolička crkva u Kninu posvećena svetoj Barbari, smještena na Kninskoj tvrđavi. Crkva je izgrađena na kraju prve polovice 18. st. za mletačke vladavine. Za vrijeme Domovinskoga rata nije bila devastirana, a neposredno iza Oluje u njoj se počeo slaviti sakrament ženidbe. Na tu crkvu je postavljeno zvono koje je zvonilo za vrijeme euharistijskog slavlja što ga je predvodio papa Ivan Pavao II. 11. rujna 1994. u Zagrebu. Po želji donatora zvono zvoni u 11 sati na spomen ulaska Hrvatske vojske u Knin. U crkvi se ponekad održavaju izložbe. 

## Galerija
- Pročelje crkve noću
- Zvono mira pokraj crkve
- Pločica na crkvi
- Pročelje crkve danju
- Crkva sv. Barbare
- Crkva sv. Barbare
- Unutrašnjost crkve